# Vernon L. Walker
Vernon L. „Vern“ Walker (* 2. Mai 1894 in Detroit, Michigan; † 1. März 1948 auf Balboa Island, Newport Beach, Kalifornien) war ein viermal für den Oscar nominierter amerikanischer Kameramann und Spezialeffektkünstler, der an den Filmklassikern Citizen Kane und King Kong und die weiße Frau mitwirkte.

## Leben
Walker begann seine Karriere in der Stummfilmära. Sein erster Film als Kameramann entstand 1920. Bis Ende der 1920er Jahre drehte er über 60 Stummfilme bei wechselnden Filmstudios. Mit dem Aufkommen des Tonfilms Anfang der 1930er Jahre nahm er eine Anstellung bei RKO Pictures an. Am Filmklassiker King Kong und die weiße Frau wirkte er nicht nur als einer der Kameramänner mit, sondern sorgte auch für kameratechnische Spezialeffekte. Im Anschluss drehte er nur noch zwei Filme als Kameramann und arbeitete ab 1936 ausschließlich als Spezialeffektkünstler.
Der erste Spielfilm, zu dem er Spezialeffekte beisteuerte, war der Horrorfilm Graf Zaroff – Genie des Bösen. Zwischen 1933 und 1939 arbeitete Walker an neun Tanzfilmen mit Ginger Rogers und Fred Astaire mit. 1941 arbeitete er mit Alfred Hitchcock an dessen Spielfilmen Verdacht und Mr. und Mrs. Smith. Im selben Jahr war er für die Spezialeffekte und Rückprojektionen in Orson Welles’ Meisterwerk Citizen Kane verantwortlich. Zwischen 1941 und 1945 war er viermal für den Oscar nominiert, erhielt den Preis jedoch nie. Bis zu seinem Tod im Alter von 53 Jahren blieb er bei RKO beschäftigt.

## Filmografie (Auswahl)

### Spezialeffekte
- 1932: Graf Zaroff – Genie des Bösen (The Most Dangerous Game)
- 1933: Flying Down to Rio
- 1933: Christopher Strong
- 1935: Der Untergang von Pompeji (The Last Days of Pompeii)
- 1935: Ich tanz’ mich in dein Herz hinein (Top Hat)
- 1937: Ein Fräulein in Nöten (A Damsel in Distress)
- 1938: Leoparden küßt man nicht (Bringing Up Baby)
- 1939: Der Glöckner von Notre Dame (The Hunchback of Notre Dame)
- 1939: Ruhelose Liebe (Love Affair)
- 1939: Aufstand in Sidi Hakim (Gunga Din)
- 1940: Glückspilze (Lucky Partners)
- 1940: Abe Lincoln in Illinois
- 1940: Die Insel der Verlorenen (Swiss Family Robinson)
- 1941: Verdacht (Suspicion)
- 1941: Citizen Kane
- 1941: Mr. und Mrs. Smith (Mr. & Mrs. Smith)
- 1942: Die Flotte bricht durch (The Navy Comes Through)
- 1943: Ohne Rücksicht auf Verluste (Bombardier)
- 1943: Harte Burschen – steile Zähne (A Lady Takes a Chance)
- 1944: Days of Glory
- 1945: Die Glocken von St. Marien (The Bells of St. Mary's)
- 1945: Stahlgewitter (Back to Bataan)
- 1946: Berüchtigt (Notorious)
- 1946: Morgen und alle Tage (From This Day Forward)
- 1947: Sindbad der Seefahrer (Sinbad the Sailor)
- 1947: Tycoon

### Kameramann
- 1933: King Kong und die weiße Frau (King Kong)
- 1933: King Kongs Sohn (The Son of Kong)

## Auszeichnungen
- 1941: Oscar-Nominierung für Die Insel der Verlorenen (Swiss Family Robinson)
- 1943: Oscar-Nominierung für Die Flotte bricht durch (The Navy Comes Through)
- 1944: Oscar-Nominierung für Ohne Rücksicht auf Verluste (Bombardier)
- 1945: Oscar-Nominierung für Days of Glory